# Comme sur des roulettes (film)
Pour les articles homonymes, voir Comme sur des roulettes.
Pour plus de détails, voir Fiche technique et Distribution.
Comme sur des roulettes est un film français réalisé par Nina Companeez en 1976 et sorti en 1977.

## Fiche technique
- Titre : Comme sur des roulettes
- Réalisation : Nina Companeez
- Scénariste : Nina Companeez
- Photographie : Pierre Maréchal
- Musique : Jean-Claude Pelletier
- Son : Roger Feyt
- Montage : Jacqueline Aubery
- Pays d'origine :  France
- Format : couleur (Eastmancolor) - Son mono
- Société de production : A. Z. Productions
- Durée : 99 minutes
- Date de sortie : 15 mars 1977

## Distribution
- Evelyne Buyle : Louise-Jacynthe
- Mathé Souverbie : Émilie-Mireille
- Francis Huster : Juan
- Marc Chikly : Joe, le concierge
- André Batisse : Jeannot, le mari
- Annick Alane : la dame de l'agence
- Jean-Paul Farré : le gars du bistrot
- Max Montavon : Lafertillière
- Sarah Sterling : la figurante #1
- Edith Perret-Devaux :  la figurante #2
- Jacques Dhery : le portier des Buttes Chaumont
- Louis Navarre : Marion
- Julien Thomast : le journaliste
- Max Desrau : le portier #1
- Rogers : le portier #2
- Hervé Caradec : l'assistant
- Eric Rascos : Jules, fils de Jeannot
- Jean Rupert : l'homme qui présente
- Jacques Ciron : l'homme aux nouilles
- Paul Handford : l'homme cascade
- Pierre Julien : le réalisateur
- Jean Lepage : l'homme couloir
- Sébastien Floche : l'homme au cigare
- Stanley Barry
- Roger Pierre
- Dalida
- Guy Lux
- Michel Drucker
- Jacques Chancel